# Караїми в Україні
Караїми в Україні — національна меншина, що мешкає переважно у Криму (кримські караїми) та Івано-Франківській області (галицькі караїми). За переписом 2001 р. в Україні налічувалось 1196 караїмів, з них у Криму — 671, в Івано-Франківській області — 106.

## Історія
Тюркомовні караїми є корінними жителями Кримського півострова, потомками племен, які входили в VIII—IX ст. у Хозарський каганат, а точніше тих, хто прийняв караїмізм — різновид юдаїзму, що визнає лише писаний Старий завіт і відкидає Талмуд. Арамейсько-староєврейською мовою термін караїм означає читець (читець Тори). З часом це слово стало етнонімом, назвою народу. Існують твердження, ніби він належав до караїмської секти юдаїзму, що виникла в VIII ст. у Месопотамії й походить від хозарів, правляча верхівка яких прийняла юдейську релігію, а після розгрому Хозарського каганату Київською Руссю оселилися в Криму. Дослідження підтверджують прямий і безпосередній генетичний зв'язок караїмів з хозарами.
При ханському дворі караїми були шанованими людьми. Вони опікувалися монетним двором. З походу в Крим 1397 р. литовський князь Вітовт забрав до Литви майже 400 караїмських сімей. Пізніше караїми переселилися в міста Галич, Тисменицю і Луцьк. У XV ст. в Києві заснована караїмська колонія, такого ж типу поселення караїмів мали місце у Львові, де була Караїмська вулиця, Жовкві, Самборі, Деражні. Потім більшість з них переселилася у Галич (з Галичини та Волині), осівши у передмісті Залукві. Караїмські громади очолювали газани, котрі мали адміністративну, правову і релігійну владу. Завдячуючи общинній формі життя, караїми й за межами Криму зберегли мову і культуру, тюркську основу обрядів, одягу, фольклору, національної кухні.

## Чисельність

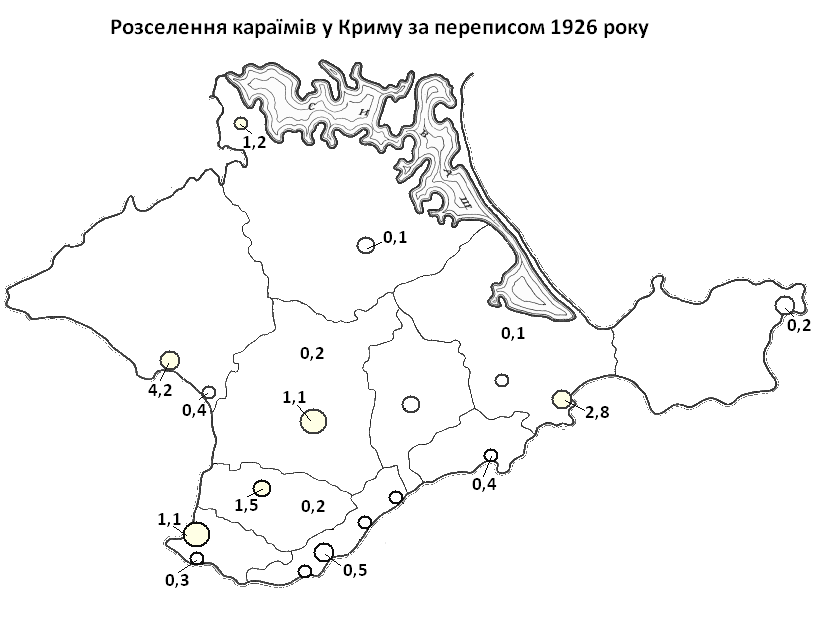
Розселення караїмів у Криму за переписом 1926 року, %

Чисельність караїмів за переписами:
- 1926 — ~7 000 (УРСР — 2341, Кримська АРСР — 4213, Східна Галичина — ~500)
- 1959 — 3 301
- 1970 — 2 596
- 1979 — 1 845
- 1989 — 1 404
- 2001 — 1 196

Караїми в Україні за переписом 2001 р.
- Крим — 671
- Івано-Франківська область — 106
- Одеська область — 65
- Дніпропетровська область — 64
- Запорізька область — 51
- Севастополь — 44
- Київ — 43
- Донецька область — 38
- Миколаївська область — 37
- Харківська область — 35
- Херсонська область — 8
- Волинська область — 6
- Київська область — 4
- Луганська область — 4
- Чернігівська область — 4
- Львівська область — 3
- Тернопільська область — 3
- Житомирська область — 2
- Полтавська область — 2
- Хмельницька область — 1
- Черкаська область — 1

У Закарпатській, Кіровоградській, Рівненській, Сумській та Чернівецькій областях на момент перепису не було зафіксовано жодного караїма. На Прикарпатті, за словами Степана Пушика, залишилося кілька осіб караїмської народності.

## Мова
Караїмська мова належить до кипчацько-половецької підгрупи кипчацької групи тюркських мов. За класифікацією ЮНЕСКО, перебуває на грані вимирання.
Рідна мова караїмів України за переписом 2001 р.
- караїмська — 72 (6,0 %)
- російська — 931 (77,8 %)
- українська — 160 (13,4 %)
- інша — 9 (0,8 %)

## Етнографічні дослідження
Іван Вагилевич записав розповідь караїмського рабина з Галича про неіснуючу уже в той час місцеву кам'яну статую діда і баби, до якої доторкалися хворі, вірячи в зцілення.

## Релігія
Караїми сповідують караїмізм

## Галерея

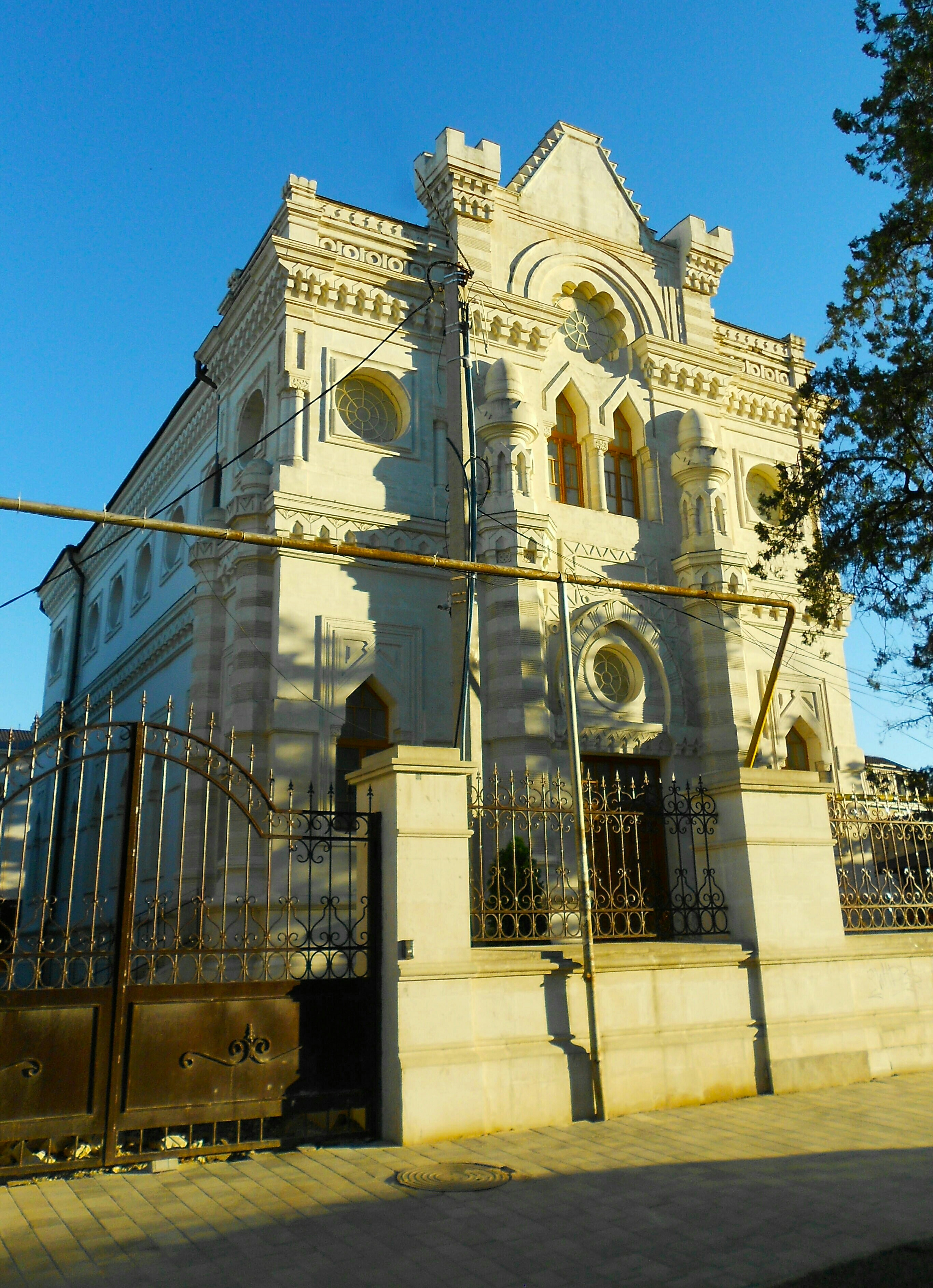
Кенаса у Сімферополі
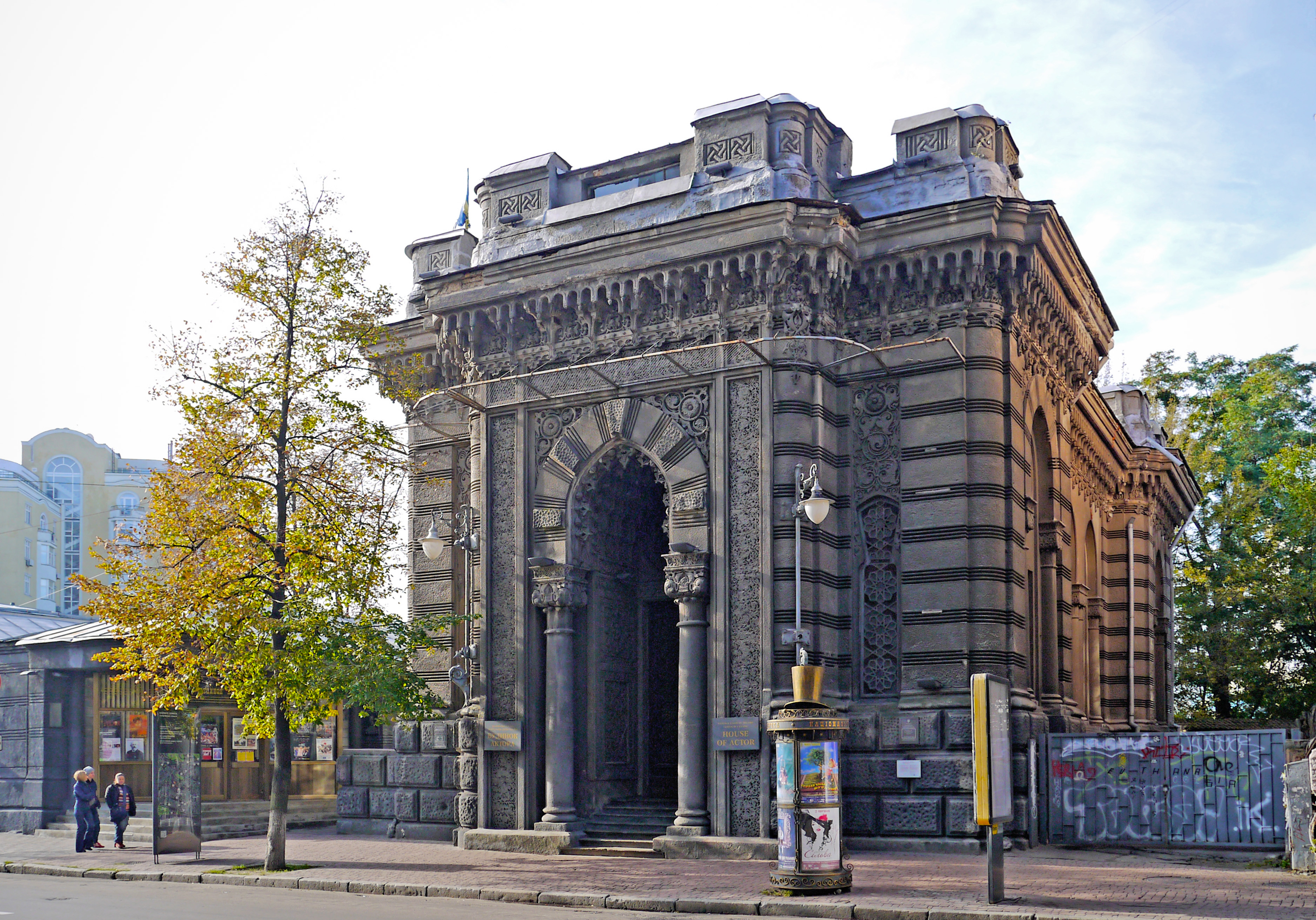
Кенаса у Києві